# Bryum laevigatum
Bryum laevigatum là một loài Rêu trong họ Bryaceae. Loài này được Hook. f. & Wilson mô tả khoa học đầu tiên năm 1844.